# Audi Rosemeyer
L'Audi Rosemeyer  est un concept car développé en 2000 par le constructeur allemand Audi. Elle tire son nom du pilote allemand Bernd Rosemeyer et ses lignes sont censées évoquer celles des Auto-Union des Grands Prix des années 1930. Le véhicule fut conçu pour évoquer l'émotion et attirer l'attention en combinant des éléments de design moderne avec un style ressemblant fortement aux anciennes voitures de Grand Prix "Silver Arrows" d'Auto Unions, notamment la Types C à 16 cylindres pilotée par Bernd Rosemeyer dont la voiture reprend le nom.

## Contexte et technologie
La voiture de sport a été présentée pour la première fois le 1er juin 2000 lors de l’ouverture de l’Autostadt de Wolfsburg et plus tard lors d’autres salons automobiles. Malgré l’intérêt certain du public et d'acheteurs potentiels il n'entra jamais en production, à la fois en raison de coûts de production extrêmement élevés et de la réticence d'Audi à créer une compétition interne avec Lamborghini, marque qu'Audi avait acheté au cours des années 1990.
La voiture de sport à moteur central a une carrosserie en aluminium brossé. La calandre rappelle les Flèches d’Argent d’Auto Union; le style des fentes d’admission d’air sur le capot rappelle également les Flèches d’Argent,. Le concept de Rosemeyer rappelle également l'étude «Type 52» publiée par le Dr Ferdinand Porsche et le Dr Erwin Komenda dans les années 1930 pour une éventuelle version routière des flèches d'argent mais qui n'entra jamais en production.
Audi écrit à propos du moteur : "Comme les Flèches d’Argent, un moteur central de 16 cylindres entraîne également ce coupé plat". Propulsé par un moteur W16 de 8 litres développant 710 chevaux (520 kW) ce concept met en vedette le système Quattro à quatre roues motrices permanent d'Audi. Le véhicule promettait des performances élevées en rapport avec son apparence, mais on ne sait pas quel moteur ou si un moteur a été véritablement installé dans l’étude. L’habitacle est puriste, à l’image de celui de l’Audi TT, et le volant à quatre branche renoue avec les voitures de course d’Auto Union. L’intérieur est doublé d’aramide ignifuge; les rétroviseurs ont été supprimés au profit d’un système de caméra. D’autres données techniques ne sont pas connues. D'une certaine façon, l'Audi R8 basée sur Gallardo peut-être considéré dans une certaine mesure comme le successeur de la Rosemeyer mais elle ne dispose que d'un V10 ou même V8. De nombreux éléments de conception de la Rosemeyer se retrouvent dans la Bugatti Veyron.

## Images

Audi Rosemeyer
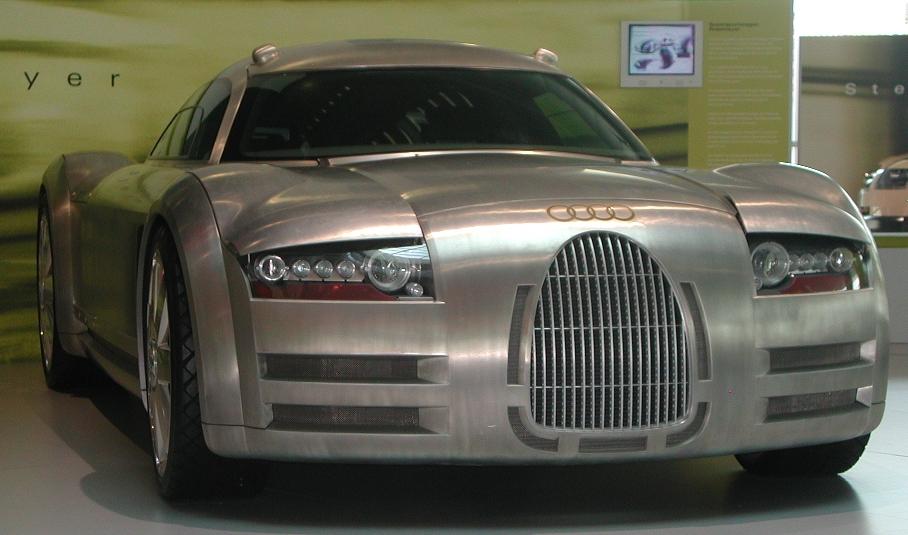
Audi Rosemeyer
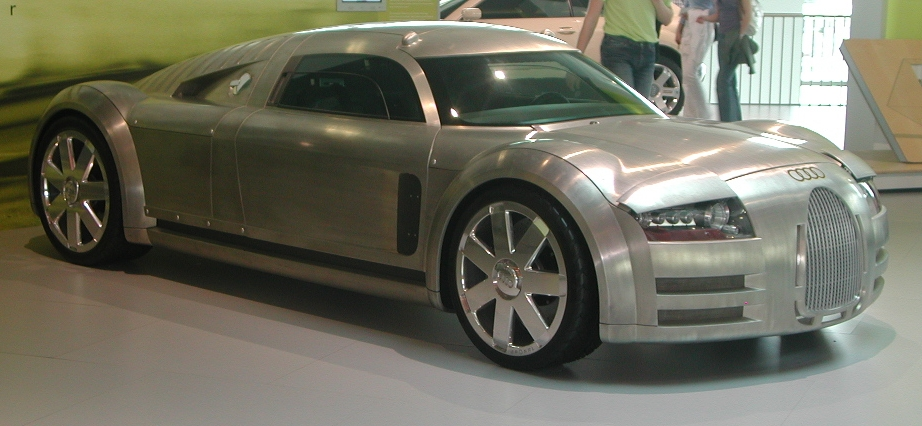
Audi Rosemeyer
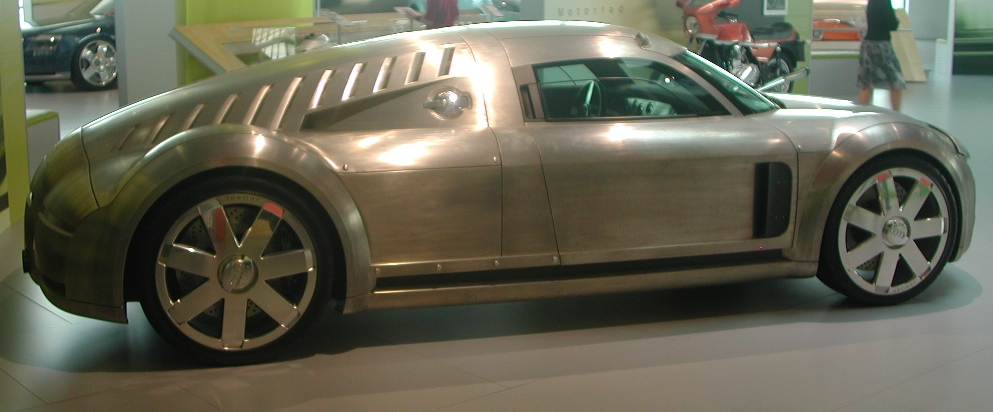
Audi Rosemeyer
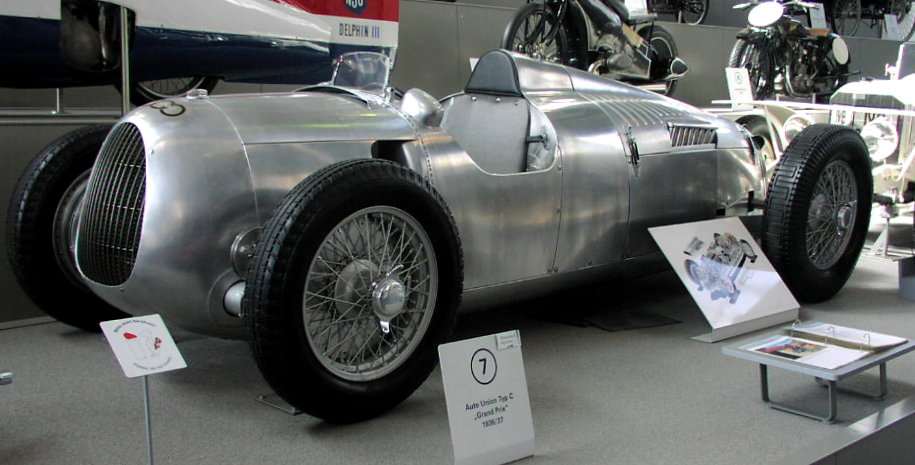
Auto Union Type C